# Alfons Schuhbeck

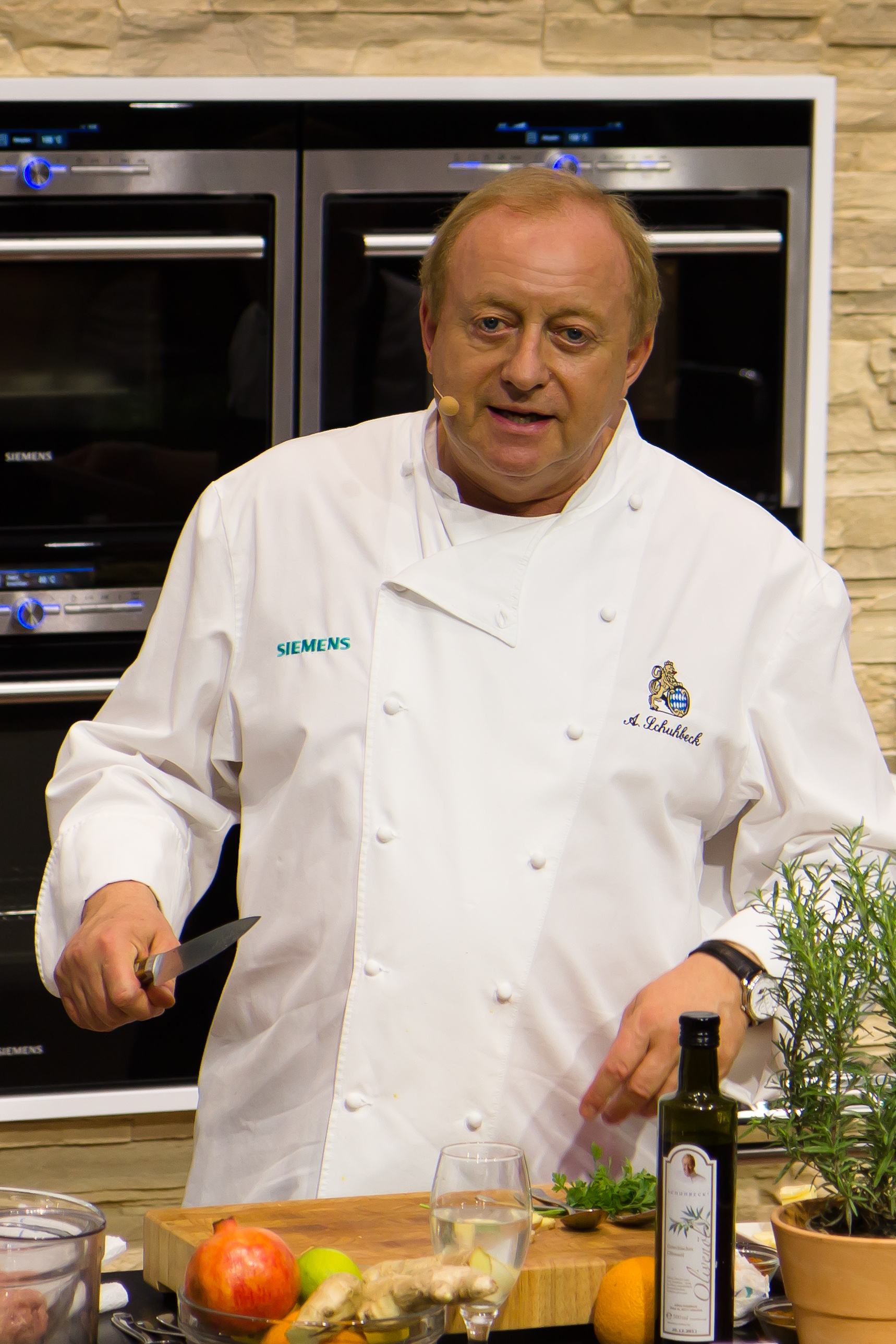
Alfons Schuhbeck während einer Kochshow (2011)

Alfons Schuhbeck (* 2. Mai 1949 als Alfons Karg in Traunstein) ist ein deutscher Koch, Kochbuch-Autor, Gastwirt, Fernsehkoch, Unternehmer. Er erreichte vor allem durch zahlreiche Kochsendungen im Fernsehen große Popularität. Neben seiner regelmäßigen BR-Kochsendung Schuhbecks (1993 bis 2022, früher Genießen erlaubt) war er Stammgast in vielen Talk- und Fernsehshows.
Seit August 2023 befand sich Schuhbeck wegen Steuerhinterziehung in Haft. Im Mai 2025 wurde er wegen Haftunfähigkeit zeitweilig auf freien Fuß gesetzt, ohne danach seine Haft wieder antreten zu müssen.

## Biografie

### Beruflicher Werdegang
Alfons Karg wuchs im oberbayerischen Chiemgau auf und absolvierte zunächst eine Ausbildung zum Fernmeldetechniker bei der Deutschen Bundespost. Seinen Wehrdienst leistete er u. a. durch Dienst an einer Feldküche ab. Mit 18 war er Sänger der Rockband Die Scalas. Als die Band im bayerischen Ferienort Waging am See Station machte, kam es zu einer Begegnung mit dem Waginger Bürgermeister und Gastwirt Sebastian Schuhbeck (1913–2007), der ihn davon überzeugte, eine Ausbildung zum Koch zu machen. Schuhbeck, der kinderlos war, adoptierte Alfons, beschäftigte ihn in seinem Lokal und setzte ihn als Erben ein.
Nach dem Besuch der Hotelberufsfachschule Bad Reichenhall arbeitete Schuhbeck in Salzburg, Genf, Paris, London und München (u. a. bei Feinkost Käfer, Dallmayr und im Restaurant Aubergine von Eckart Witzigmann). Anfang der 1970er Jahre pachtete er die Kantine der Hauptverwaltung des Bayerischen Roten Kreuzes und kochte regelmäßig für über 300 Helfer und Angestellte.

### Gastronom und Unternehmer

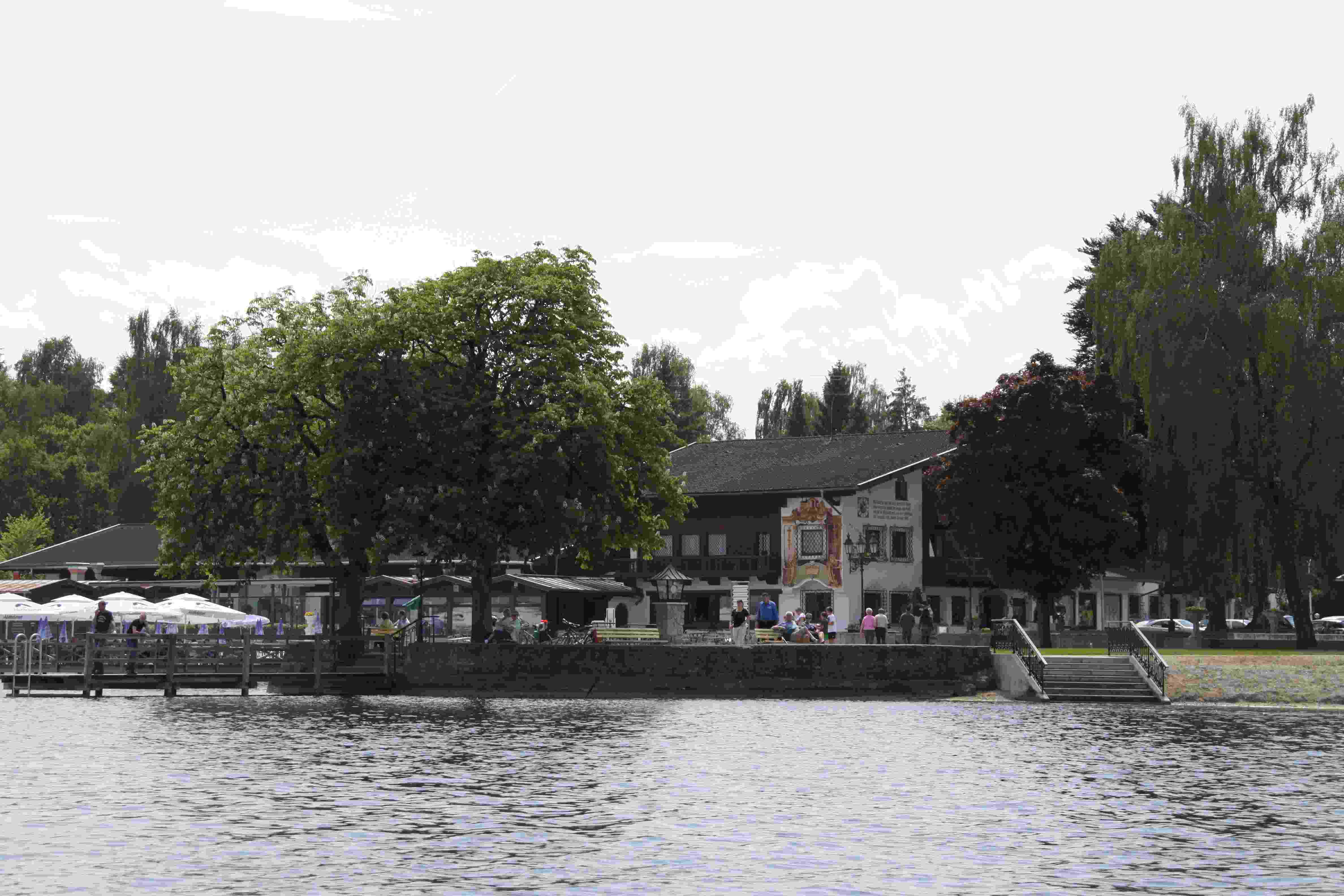
Kurhausstüberl in Waging am See

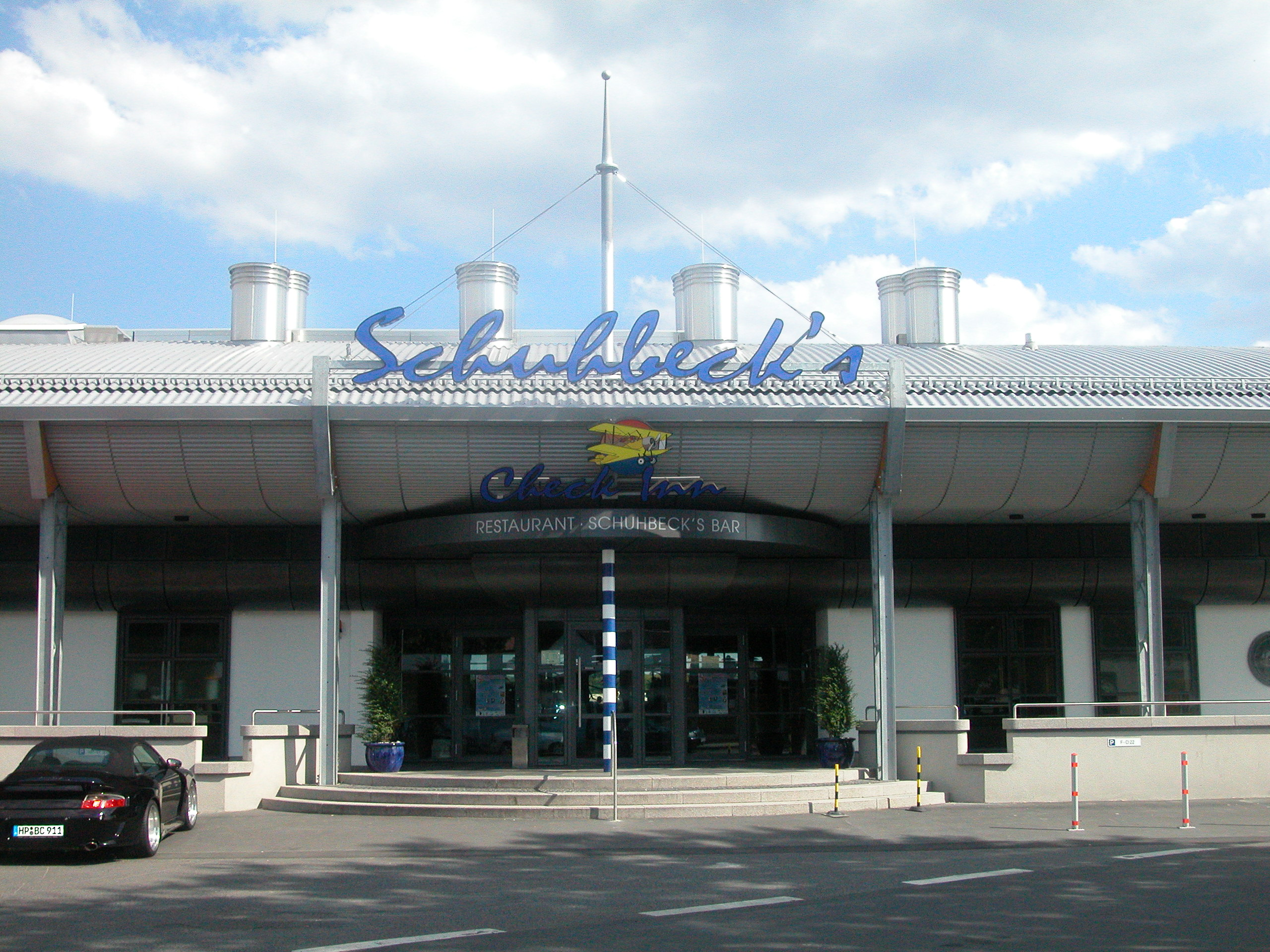
Schuhbeck’s Check Inn am Flugplatz Egelsbach

1980 übernahm Schuhbeck das Kurhausstüberl in Waging am See, das zum Treffpunkt für Prominente wurde und sich vom Dorfgasthaus zu einem Spitzenrestaurant entwickelte. 1983 wurde es mit einem Michelin-Stern bewertet. 1989 wurde er vom Gault-Millau zum Koch des Jahres gekürt.
Ab 1990 betrieb Schuhbeck einen Partyservice, mit dem er hochklassige Veranstaltungen wie das Bundeskanzler-Fest, den Ball des Sports oder die Echo-Preisverleihung belieferte.
Ende der 1990er Jahre gründete er das Gastronomie-Unternehmen Schuhbecks am Platzl GmbH. Dazu gehörten das Restaurant Orlando, ein Weinbistro, ein Partyservice, eine Kochschule, ein Gewürzladen, ein Teeladen, ein Schokoladenladen und eine Eisdiele. Bis auf den Partyservice in Riem befinden sich alle Einrichtungen in der Münchener Innenstadt am Platzl. Anfang 2002 schloss er das Kurhausstüberl in Waging.
2003 eröffnete Schuhbeck ebenfalls in München am Platzl das von 2003 bis 2017 mit einem Michelin-Stern ausgezeichnete Restaurant Schuhbecks Südtiroler Stuben. Schuhbeck stellte dort häufiger wechselnd Küchenchefs ein.
Ein weiteres Unternehmen war die Schuhbeck’s Check Inn GmbH (gegründet 2001) mit dem Restaurant Schuhbeck’s Check Inn am Flugplatz Egelsbach bei Frankfurt am Main sowie Schuhbeck’s Check Inn im Landgut Bachgrund in Büttelborn-Worfelden. Der zuletzt genannte Standort wurde jedoch nach knapp einjährigem Betrieb im Februar 2012 wieder geschlossen. Kurz darauf, nach dem Ausscheiden Schuhbecks aus der Geschäftsleitung, meldete dann die Schuhbeck’s Check Inn GmbH am 21. März 2012 Insolvenz an.
Ende 2006 eröffnete er am Münchner Marienplatz mit Galeria Kaufhof „Schuhbecks Schmankerl Shop“ in der Kaufingertor-Passage. Dort werden unter anderem Schuhbecks Gewürze, Eissorten, Weine, Senfsorten und Geschenkkörbe angeboten.
Ab Oktober 2008 präsentierte Schuhbeck zusammen mit dem Teatro-Gründer Clemens Zipse, wohinter das Geschäftsmodell der Erlebnisgastronomie steht, ein Vier-Gänge-Menü im „Schuhbecks Teatro“ München. Nach Schuhbecks Verurteilung wegen Steuerhinterziehung wurde sein Name Ende Oktober 2022 gestrichen.
Im Jahr 2013 waren zwei Fertiggerichte Schuhbecks vom Pferdefleischskandal betroffen.
Ende 2016 öffnete er in München Schuhbecks Fine dining im Boettners im ehemaligen Traditions-Restaurant Boettners. 2018 wurde das Restaurant unter Küchenchef Maurice Kriegs mit einem Michelin-Stern ausgezeichnet. Anfang 2020 schloss Schuhbeck das Restaurant.
Schuhbeck betätigte sich viele Jahre auch als Koch bei der Fußballmannschaft des FC Bayern München bei Auswärtsspielen in der Champions League und der Europa League.
Im Juli 2021 wurde berichtet, dass Schuhbeck für seine Betriebe beim Amtsgericht München Insolvenz anmelden musste. Als Grund nannte Schuhbeck die langen Schließungen durch die Corona-Krise. Angekündigte Staatshilfen seien ausgeblieben. Am 1. Juli 2021 wurde vorläufige Insolvenzverwaltung angeordnet. Weil Schuhbeck seit 2017 keine Geschäftsberichte mehr veröffentlicht hatte, leitete das Bundesamt für Justiz 2021 gegen ihn ein Ordnungsgeldverfahren wegen Verstoßes gegen Offenlegungspflichten ein. Am 26. Oktober 2021 hieß es, dass eine Investorengruppe die Unternehmen Schuhbecks und einen Großteil der Arbeitsplätze retten wolle. Er selbst sollte im Unternehmen bleiben. Seine Schulden wurden auf 14 Millionen Euro geschätzt.
Die Restaurants Orlando und Schuhbecks Südtiroler Stuben wurden 2022 geschlossen.

### Steuerhinterziehung
Im Jahr 1994 wurde Schuhbeck wegen Steuerhinterziehung zu einem Jahr Gefängnis auf Bewährung und einer Geldstrafe in Höhe von 250.000 DM verurteilt.
Im November 2021 wurde erneut gegen Schuhbeck Anklage wegen Steuerhinterziehung erhoben und vom Landgericht München I im August 2022 zur Hauptverhandlung zugelassen. In der Folge wurde er am 27. Oktober 2022 zu einer Haftstrafe von drei Jahren und zwei Monaten verurteilt. Nach Überzeugung des Gerichts hatte Schuhbeck zwischen 2009 und 2015 die Kassen in seinen Restaurants Orlando und Südtiroler Stuben manipuliert und so insgesamt rund 2,3 Millionen Euro Steuern hinterzogen. Schuhbeck hatte ein Geständnis abgelegt, nachdem Mitangeklagte die Steuerhinterziehung eingeräumt hatten. Gegen das Urteil des Landgerichts München I ließ Schuhbeck Revision beim Bundesgerichtshof einlegen. Mit Beschluss vom 13. Juni 2023 erklärte der Bundesgerichtshof die Verurteilung weitgehend, insbesondere bei der Strafzumessung, für rechtskräftig. Am 23. August 2023 trat Schuhbeck die Haftstrafe in der JVA Landsberg am Lech an.
Am 5. Juli 2023 wurde das Insolvenzverfahren über Schuhbecks Vermögen eröffnet (AG München, 1501 IN 3107/22).

### Ermittlungen und erneute Anklage wegen Insolvenzverschleppung und Betrugs
Noch während der Verbüßung der Haftstrafe wegen Steuerhinterziehung wurden gegen Schuhbeck im Juni 2024 weitere Vorwürfe erhoben. Die Staatsanwaltschaft München bestätigte Ermittlungen gegen elf Firmen Schuhbecks wegen Insolvenzverschleppung und Betrugs im Zusammenhang mit Corona-Hilfen. Im Zuge dieser Ermittlungen wurde berichtet, dass Schuhbeck wegen dieser neuen Vorwürfe auch offenbar zugestandene Privilegien (Wochenend-Freigänge, Arbeitserlaubnis, Arztbesuche) aberkannt wurden. Am 16. Oktober 2024 erhob die Staatsanwaltschaft München I erneut Anklage. Die zuständige Wirtschaftsstrafkammer des Landgerichts München I eröffnete das Hauptverfahren, der Prozess begann am 24. Juni 2025. Schuhbeck wird versuchter Betrug in fünf Fällen, Subventionsbetrug in 19 Fällen sowie Insolvenzverschleppung in neun Fällen vorgeworfen. Die Vorwürfe wegen Vorenthaltung und Veruntreuung von Arbeitsentgelt in hunderten Fällen werden nicht weiter verfolgt. Im Hinblick auf die zu erwartete Verurteilung in anderen Fällen wurde das Verfahren auf Antrag der Staatsanwaltschaft diesbezüglich eingestellt. Im Juli 2025 wurde Schuhbeck unter anderem wegen Insolvenzverschleppung und Betrugs erneut verurteilt (Die Forderungen der Gläubiger standen nach Angaben des Insolvenzverwalters zum Verurteilungszeitpunkt bei 27 Mio. €). Das Gericht verhängte (unter Einbeziehung der früheren Verurteilung) eine Gesamtstrafe von vier Jahren und drei Monaten. Das Urteil wurde rechtskräftig.

### Fernsehauftritte
- Schuhbeck erreichte vor allem durch zahlreiche Kochsendungen im Fernsehen große Popularität. Neben seiner regelmäßigen BR-Kochsendung Schuhbecks (1993 bis 2022, früher Genießen erlaubt) war er Stammgast in vielen Talk- und Fernsehshows.
- Alfons Schuhbeck war regelmäßig als Fernsehkoch und Juror bei der ZDF-Sendung Küchenschlacht zu Gast. Außerdem trat er häufig in den Sendungen Kerner kocht und Lanz kocht! auf, die ebenfalls im ZDF gesendet wurden.
- In Fernsehserien war Schuhbeck zudem in kleinen Nebenrollen zu sehen. So spielte er unter anderem in München 7 sich selbst als Restaurantbesitzer, in Der Kaiser von Schexing einen Pfarrer und im Bergdoktor 1993 (Episode 31) einen Mietkoch.
- Noch vor einer rechtskräftigen Verurteilung im Strafprozess wegen Steuerhinterziehung gab der BR im Oktober 2022 bekannt, sämtliche Sendungen mit Schuhbeck, darunter auch ein vorproduziertes, bisher nicht ausgestrahltes Projekt, vorerst aus dem Programm zu nehmen.[45]

### Privates
Schuhbeck hat drei oder vier Kinder und ist nicht verheiratet. Schubeck gab 2025 vor Gericht an, unheilbar an Krebs erkrankt zu sein.

## Bewertungen und Auszeichnungen

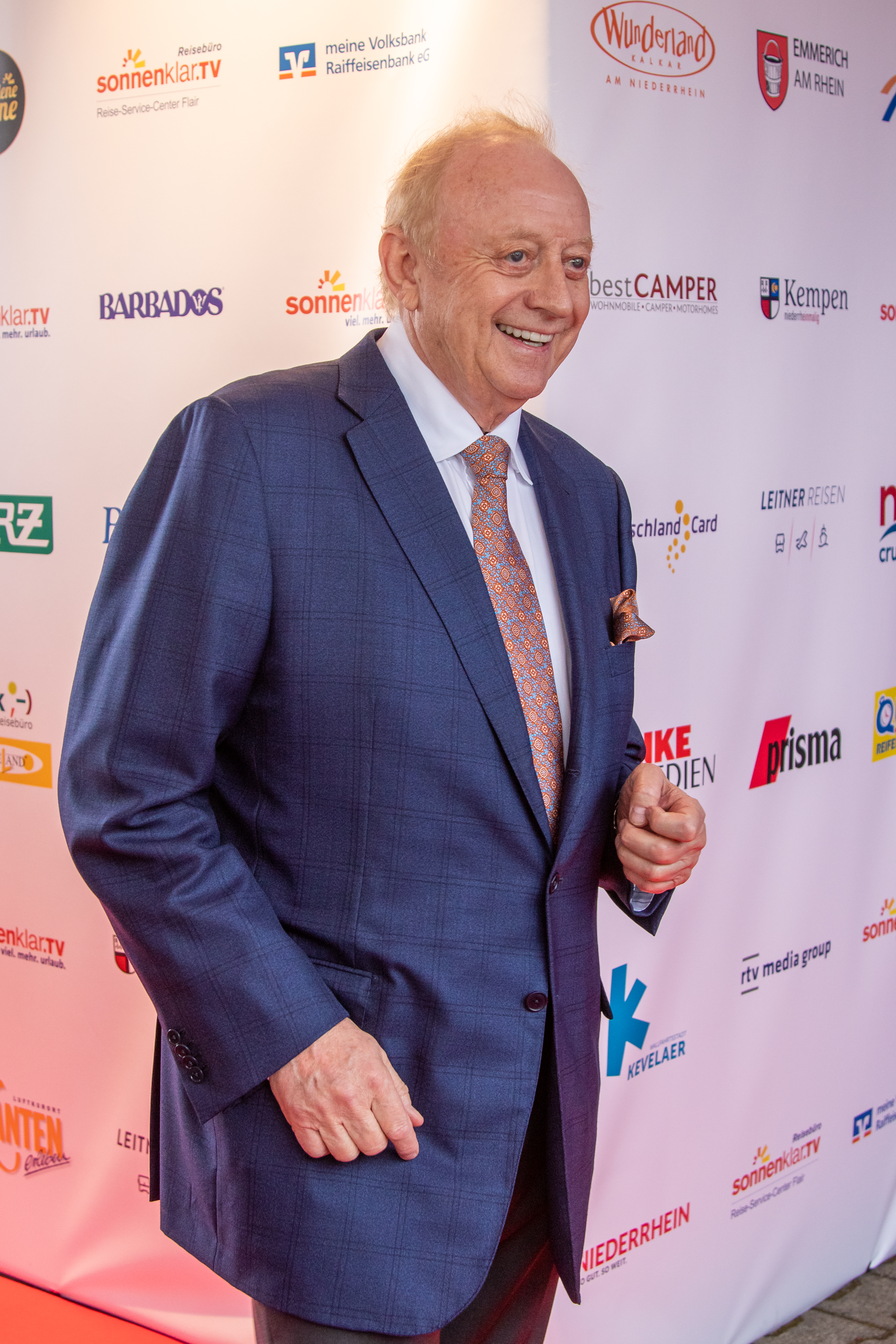
Schuhbeck bei der Verleihung der Goldenen Sonne 2021

- 1983 wurde Schuhbecks Kurhausstüberl bis zur Schließung mit einem Michelin-Stern bewertet.
- 1989 wurde er vom Gault-Millau zum Koch des Jahres in Deutschland gekürt.
- 2003–2017 wurden die Südtiroler Stuben mit einem Michelin-Stern bewertet (Küchenchef seit 2015: Matthias Striffler).[51]
- 2005: Five Star Diamond Award der American Academy of Hospitality Sciences.
- 2014: „Goldene Schlemmerente“ in Wassenberg/NRW
- 2018–2019 wurde Schuhbecks Fine dining im Boettners mit einem Michelinstern bewertet (Küchenchef Maurice Kriegs).
- 2020: Kaiser-Augustus-Orden der Arbeitsgemeinschaft Trierer Karneval (ATK)

## Bücher
- Das neue bayrische Kochbuch. (Fotos von Christian von Alvensleben). Zabert Sandmann, Steinhagen 1989 (mehrere Auflagen), zuletzt Zabert Sandmann, München 2001, ISBN 3-453-18866-7.
- mit Hannes Burger, Peter Lempert: Bayern mit Leib und Seele. (Fotos von Bruno Hausch und Christine Noll). Taufkirchen 1991, ISBN 3-924678-28-6.
- mit Armin Roßmeier: Kulinarisches Duell. Kochen mit Phantasie in Altbayern und Franken. München 1993, ISBN 3-87287-401-2.
- Liebesmenüs. München 1994 (mehrere Auflagen, zuletzt als Neuausgabe unter dem Titel Liebesmenüs. Raffinierte Köstlichkeiten für sinnliche Stunden. München 2002, ISBN 3-453-86398-4.)
- mit Lisa Fitz:  Genießen erlaubt. München 1993, ISBN 3-924678-70-7.
- Das neue deutsche Kochbuch. (Fotos von Christian von Alvensleben). München 1994, ISBN 3-924678-67-7.
- Genießen erlaubt. Schuhbecks regionale Küchen. (Fotos von Christian von Alvensleben). München 1995, ISBN 3-924678-83-9.
- Feine leichte Küche. Für Einsteiger und Genießer. Reihe Genießen erlaubt. (Fotos von Christian R. Schulz und Alexander Haselhoff). München 1997, ISBN 3-924678-53-7.
- mit Monika Kellermann, Nicole Neumayer: Alfons Schuhbecks neue regionale Schmankerl. Reihe Genießen erlaubt. München 1997, ISBN 3-932023-08-0.
- mit Monika Kellermann, Edelgard Prinz-Korte: Meine schönsten Menüs. (Fotos von Susie Eising u. a.). München 1998, ISBN 3-932023-21-8.
- mit Kathrin Gritschneder: Alfons Schuhbecks kulinarische Städtereise. (Fotos von Christian R. Schulz). München 2000, ISBN 3-932023-56-0.
- mit Kathrin Gritschneder, Edelgard Prinz-Korte: Alfons Schuhbecks weihnachtliches Backen. (Fotos von Christian R. Schulz). München 2000, ISBN 3-932023-60-9.
- Meine Saucen. Dips, Dressings, Salsas & Co. (Fotos von Christian R. Schulz). München 2001, ISBN 3-932023-59-5.
- mit Leslie Rowe, Monika Reiter, Simone van de Voort: Sonne-Mond-und-Sterne-Küche. Sternzeichen und ihre Lieblingsrezepte. (Illustrationen von Frank Duffek, Fotos von Jo Kirchherr). München 2002, ISBN 3-89883-032-2.
- Das FC-Bayern-Kochbuch. Alfons Schuhbecks Erfolgsrezepte. (Fotos von Susie Eising). München 2005, ISBN 3-89883-130-2.
- zusammen mit Monika Reiter, Gerlinde Reiter, Peter Barth und Marcus Reckewitz: Gerichte mit Geschichte. 100 berühmte Klassiker neu entdeckt. (Fotos von Christian R. Schulz). München 2005, ISBN 3-89883-117-5.
- Bayerisch genießen. Schmankerl und Brauchtum aus Bayern. (Fotos von Karl Newedel). München 2005, ISBN 3-517-06745-8.
- mit Gertrud Köhn, Monika Reiter, Gerlinde Reiter: Schuhbecks Kochschule. Kochen lernen mit Alfons Schuhbeck. (Fotos von Jo Kirchherr). München 2006, ISBN 978-3-89883-156-7.
- Einfach raffiniert Hamburg 2007, ISBN 978-3-89883-183-3
- mit Edelgard Prinz-Korte: Schuhbecks neue Kochschule. Kochen lernen mit Alfons Schuhbeck. (Fotos von Andrea Kramp, Bernd Gölling). München 2008, ISBN 978-3-89883-192-5.
- Meine Hausmannskost für Feinschmecker. Zum 60. Geburtstag von Alfons Schuhbeck. München 2009, ISBN 978-3-89883-244-1.
- mit Annik Wecker: Raffinierte Tartes. Süß und pikant. München 2010, ISBN 978-3-8310-1633-4.
- Meine Reise in die Welt der Gewürze. München 2011, ISBN 978-3-89883-297-7.
- Meine Küchengeheimnisse 2 München 2011, ISBN 978-3-89883-296-0
- mit Angelika Schwalber: Herzhafte & süße Snacks München 2014, ISBN 978-3-89883-458-2
- Schuhbecks Welt der Kräuter und Gewürze München 2015, ISBN 978-3-89883-499-5
- Bayerisch al dente München 2015, ISBN 978-3-89883-495-7
- mit Angelika Schwalber: Herzhaft & süß: Italienische Leckerbissen München 2016, ISBN 978-3-89883-595-4
- Mal so, mal so München 2016, ISBN 978-3-89883-594-7
- Meine neubayerische Küche München 2017, ISBN 978-3-89883-682-1
- Kulinarische Geschichten München 2018, ISBN 978-3-89883-816-0
- Meine schnellen Rezepte München 2018, ISBN 978-3-89883-761-3
- Meine Festtagsküche München 2018, ISBN 978-3-89883-858-0
- The German Cookbook Berlin 2018, ISBN 978-0-7148-7732-7
- Schuhbecks Feinschmeckerei München 2019, ISBN 978-3-89883-972-3
- Bayern – Das Kochbuch München 2019, ISBN 978-3-89883-973-0
- Klein, aber fein München 2019, ISBN 978-3-89883-872-6
- Servus Österreich München 2020, ISBN 978-3-96584-047-8
- Hausgemacht & eingekocht München 2020, ISBN 978-3-96584-024-9
- Schuhbecks Mittelmeerküche München 2021, ISBN 978-3-96584-171-0
- Weihnachten München 2021, ISBN 978-3-96584-166-6